# فریبرز دوم
جلال‌الدنیا فریبرز دوم بیست و سومین شروان‌شاه بود.

## سلطنت
اطلاعات مربوط به دوران سلطنت وی وجود ندارد. اما سکه‌های ضرب شده به نام وی به همراه نام خلیفه ناصر پیدا شده‌است. در سنگ‌نوشته‌های موجود در سکه‌ها نام وی به عنوان «المالک العدیل جلال‌الدنیا والدین فریبرز افریدون منوچهر، شروان‌شاه» ذکر شده‌است. این عناوین مجلل نشان می‌دهد که شروان‌شاهان در جنگهای سلجوقیان و اتابکان آذربایجان مستقل بودند. وی پس از عمویش شاهنشاه ، تا سال ۱۲۰۴ سلطنت کرد. پس از وی عموی دیگرش فرخزاد یکم شروان‌شاه جانشین وی شد. فرزندان او در هیچ جایی ذکر نشده‌است.